# Olympische Sommerspiele 2016/Teilnehmer (Palau)
| Gelbes Symbol für Goldmedaillen mit stilisierten Olympischen Ringen | Graues Symbol für Silbermedaillen mit stilisierten Olympischen Ringen | Braundes Symbol für Bronzemedaillen mit stilisierten Olympischen Ringen |
| ------------------------------------------------------------------- | --------------------------------------------------------------------- | ----------------------------------------------------------------------- |
| —                                                                   | —                                                                     | —                                                                       |

Palau nahm an den Olympischen Spielen 2016 in Rio de Janeiro teil. Es war die insgesamt fünfte Teilnahme an Olympischen Sommerspielen. Das Palau National Olympic Committee nominierte fünf Athleten in vier Sportarten.

## Teilnehmer nach Sportarten

### Kanu

#### Kanurennsport
| Athleten         | Wettbewerb | Vorlauf      | Vorlauf | Halbfinale    | Halbfinale    | Finale        | Finale        | Rang          |
| Athleten         | Wettbewerb | Zeit         | Rang    | Zeit          | Rang          | Zeit          | Rang          | Rang          |
| ---------------- | ---------- | ------------ | ------- | ------------- | ------------- | ------------- | ------------- | ------------- |
| Frauen           |            |              |         |               |               |               |               |               |
| Marina Toribiong | K-1 200 m  | 48,913 s     | 27      | 48,306 s      | 24            | ausgeschieden | ausgeschieden | ausgeschieden |
| Marina Toribiong | K-1 500 m  | 2:14,807 min | 7       | ausgeschieden | ausgeschieden | ausgeschieden | ausgeschieden | ausgeschieden |

### Leichtathletik
Laufen und Gehen 
| Athleten       | Wettbewerb | Vorrunde | Vorrunde | Runde 1 | Runde 1 | Halbfinale    | Halbfinale    | Finale        | Finale        | Rang |
| Athleten       | Wettbewerb | Zeit     | Rang     | Zeit    | Rang    | Zeit          | Rang          | Zeit          | Rang          | Rang |
| -------------- | ---------- | -------- | -------- | ------- | ------- | ------------- | ------------- | ------------- | ------------- | ---- |
| Männer         |            |          |          |         |         |               |               |               |               |      |
| Rodman Teltull | 100 m      | 10,53 s  | 2        | 10,64 s | 63      | ausgeschieden | ausgeschieden | ausgeschieden | ausgeschieden | 63   |

### Ringen
| Athleten         | Wettbewerb        | 1. Runde      | 1. Runde | Achtelfinale  | Achtelfinale  | Viertelfinale | Viertelfinale | Halbfinale    | Halbfinale    | Hoffnungsrunde Viertelfinale | Hoffnungsrunde Viertelfinale | Hoffnungsrunde Halbfinale | Hoffnungsrunde Halbfinale | Hoffnungsrunde Finale | Hoffnungsrunde Finale | Finale        | Finale        | Rang          |
| Athleten         | Wettbewerb        | Gegner        | Ergebnis | Gegner        | Ergebnis      | Gegner        | Ergebnis      | Gegner        | Ergebnis      | Gegner                       | Ergebnis                     | Gegner                    | Ergebnis                  | Gegner                | Ergebnis              | Gegner        | Ergebnis      | Rang          |
| ---------------- | ----------------- | ------------- | -------- | ------------- | ------------- | ------------- | ------------- | ------------- | ------------- | ---------------------------- | ---------------------------- | ------------------------- | ------------------------- | --------------------- | --------------------- | ------------- | ------------- | ------------- |
| Freistil Männer  |                   |               |          |               |               |               |               |               |               |                              |                              |                           |                           |                       |                       |               |               |               |
| Florian Temengil | Klasse bis 125 kg | Dániel Ligeti | 0:4      | ausgeschieden | ausgeschieden | ausgeschieden | ausgeschieden | ausgeschieden | ausgeschieden | ausgeschieden                | ausgeschieden                | ausgeschieden             | ausgeschieden             | ausgeschieden         | ausgeschieden         | ausgeschieden | ausgeschieden | ausgeschieden |

### Schwimmen
| Athleten                | Wettbewerb    | Vorlauf | Vorlauf | Halbfinale    | Halbfinale    | Finale        | Finale        | Rang |
| Athleten                | Wettbewerb    | Zeit    | Rang    | Zeit          | Rang          | Zeit          | Rang          | Rang |
| ----------------------- | ------------- | ------- | ------- | ------------- | ------------- | ------------- | ------------- | ---- |
| Frauen                  |               |         |         |               |               |               |               |      |
| Dirngulbai Misech       | 50 m Freistil | 29,19 s | 65      | ausgeschieden | ausgeschieden | ausgeschieden | ausgeschieden | 65   |
| Männer                  |               |         |         |               |               |               |               |      |
| Shawn Dingilius-Wallace | 50 m Freistil | 26,78 s | 72      | ausgeschieden | ausgeschieden | ausgeschieden | ausgeschieden | 72   |